# بشرة (علم النبات)

مقطع عرضي لساق نبات الكتان:
1. النخاع
2. نسيج وعائي خشبي بدائي
3. نسيج وعائي خشبي
4. نسيج وعائي لحائي
5. النسيج الاسكلرنشيمي (ألياف اللحاء)
6. القشرة
7. البشرة

البشرة (بالإنجليزية: Epidermis)‏ (من اللاتينية "επίδερμίδα"، بمعنى "الجلد السطحي") هي مجموعة من الخلايا أحادية الطبقة تغطي الأوراق، الأزهار، الجذور، والسيقان. وتقوم بتشكيل حد بين النبات والبيئة الخارجية. والبشرة لها عدة مهام، فهي تحمي من فقد المياه، وتنظم تبادل الغازات، وتفرز المكونات الأيضية، وتمتص (خاصة في الجذور) المياه والمغذّيات المعدنية. وتظهر بشرة معظم الأوراق تشريح ظهري بطني: السطح الأعلى (المجاور للمحور) والسطح الأسفل (المباعد للمحور) لهما تركيب مغاير نوعًا ما وقد يؤديان مهام مختلفة. والسيقان الخشبية وبعض أنواع السيقان الأخرى، تنتج غطاءً آخر يسمى محيط بالأدمة (periderm) الذي يأخذ مكان البشرة كغطاءٍ حامٍ.

## الوصف
البشرة هي طبقة الخلايا الخارجية لمعظم بدن النبات الأساسي، وهي نظام نسيجي جلدي للأوراق (المرسومة في الأسفل)، السيقان، الجذور، الأزهار، الفاكهة، والبذور؛ عادةً ما تكون شفافة (تفتقر خلايا البشرة الجلدية لصانعات اليخضور، باستثناء الخلايا الحارسة.) وخلايا البشرة متغيرة هيكليًا ووظيفيًا. وتكون البشرة بسمك خلية واحدة عند معظم النباتات. بعض النباتات مثل اللبخ المرن (Ficus elastica) وبيبيروميا (Peperomia)، اللذان لهما انقسام خلوي موازي للسطح بداخل أديم الأوراق، لها بشرة ذات خلايا متعددة الطبقات. وخلايا البشرة متصلة بقوة ببعضها البعض وتعطي دعمًا وحمايةً آلية للنبات. وتحتوي حوائط خلايا البشرة للأجزاء فوق الأرضية من النباتات على أدمة، وتغطيها قشرة. وتقلل الجُليدة من فقد المياه بسبب الجو، وأحيانًا ما تكون مغطاة بالشمع في شكل رقائق ناعمة أو شعيرات طويلة. وتعطي طبقات الشمع السميكة بعض النباتات لون سطح أبيض أو أزرق. ويعمل شمع السطح عمل حاجز رطوبة ويحمي النبات من أشعة الشمس والرياح الشديدة. يحتوي الجزء السفلي للعديد من الأوراق على جُليد أرق من الجزء العلوي، وعادةً ما تحتوي أوراق النباتات التي تنمو في الأجواء الجافة على جليد أكثر سمكًا لحفظ المياه بتقليل الشفافية.
يتضمن نسيج البشرة العديد من أنواع الخلايا المختلفة: الخلايا البشرية، الخلايا الحارسة، الخلايا الفرعية، والشعيرات البشرية (التريكوم). وخلايا البشرة أكثر الخلايا عددًا، وأكبرها حجمًا، وأقلها تخصصًا. وعادةً ما تكون أكثر طولاً في أوراق أحاديات الفلقة منها في ذوات الفلقتين.
وتنمو التريكوم أو الشعيرات من البشرة في العديد من الأنواع. وفي جذور البشرة، تكون شعيرات البشرة، المسماة شعيرات الجذور شائعة ومتخصصة لامتصاص المياه والمواد الغذائية المعدنية.
وفي النباتات ثانوية النمو، عادة ما تستبدل بشرة الجذور والسيقان بمحيطة الأدمة خلال عملية الكامبيوم الفليني.

## الخلايا الحارسة

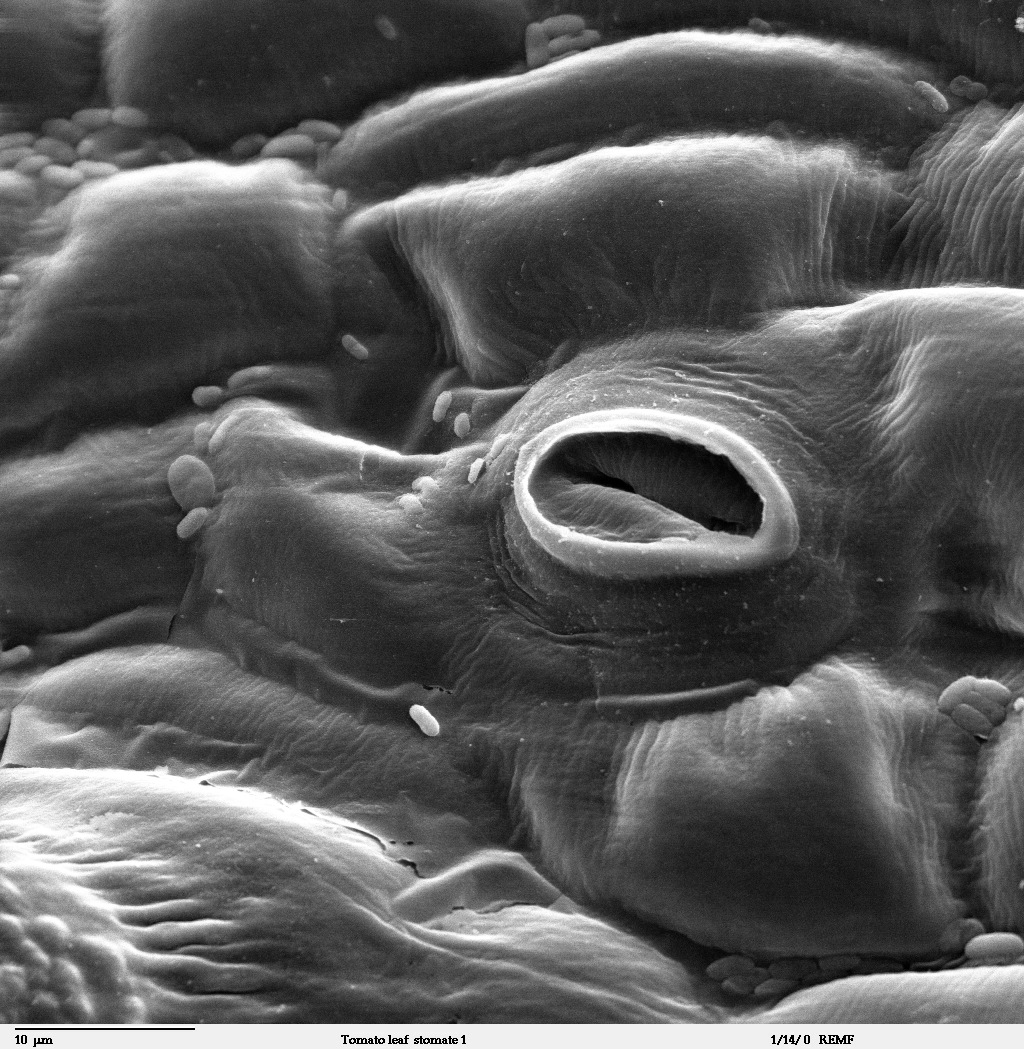
فوهة نبات في ورقة طماطم (صورة مجهرية)

بشرة الأوراق والساق مغطاة بمسامٍ يطلق عليها ثغور (باللاتينية: stomata) أو فوهات (مفردها، فوهة)، جزء من مجمع الفوهات المتكون من مسام محاطة من كل جانب بـ خلايا حارسة محتوية صوانع يخضورية، ومن اثنتين إلى أربع خلايا ثانوية مفتقرة إلى الصوانع اليخضورية. وينظم مجمع الفوهات تبادل الغازات وبخار الماء بين الهواء الخارجي وداخل الورقة. وعادةً، تكون الفوهات أكثر عددًا على البشرة السفلية للورقة منها على البشرة العلوية باستثناء الأوراق الطافية، حيث تتواجد معظم الفوهات على السطح العلوي. الأوراق الرأسية، مثل الموجودة لدى الكثير من النجيليات، عادةً ما تحتوي على أعداد شبه متماثلة من الفوهات على كل من السطحين.
يحاط الثغر بخليتين حارستين. وتختلف الخلايا الحارسة عن الخلايا البشرية في النواحي التالية:
- الخلايا الحارسة تشبه حبة الفاصولياء (كلوية الشكل) في المظهر السطحي، بينما الخلايا البشرية عادية الشكل.
- تحتوي الخلايا الحارسة على صوانع يخضورية، حتى تستطيع صنع الغذاء بالتمثيل الضوئي (لا تحتوي الخلايا البشرية على الصوانع اليخضورية)
- الخلايا الحارسة هي الخلايا البشرية الوحيدة التي تستطيع صنع السكر. طبقًا لإحدى النظريات، تركيز أيونات البوتاسيوم (K+) في ضوء الشمس يتزايد في الخلايا الحارسة. هذا الأمر، مضافًا إلى السكر المُتشكل، يقلل من القدرة المائية في الخلايا الحارسة. نتيجة لذلك، يدخل الماء من خلايا أخرى إلى الخلايا الحارسة عن طريق التناضح لذلك تنتفخ وتصبح متورمة. ولأن الخلايا الحارسة لها جدار خليوي أكثر سمكًا على الجزء الخارجي من الخلية، بمعنى الجانب حول المسام الفوهية، تصبح الخلايا الحارسة منحنية وتفتح الفوهات.

وأثناء الليل، يُستخدم السكر ويترك الماء الخلايا الحارسة، لذلك تصبح مترهلة وتنغلق المسام الفوهية. وبهذه الطريقة، تقلل من بخار الماء الهارب من الورقة.

## تمايز الخلايا في البشرة

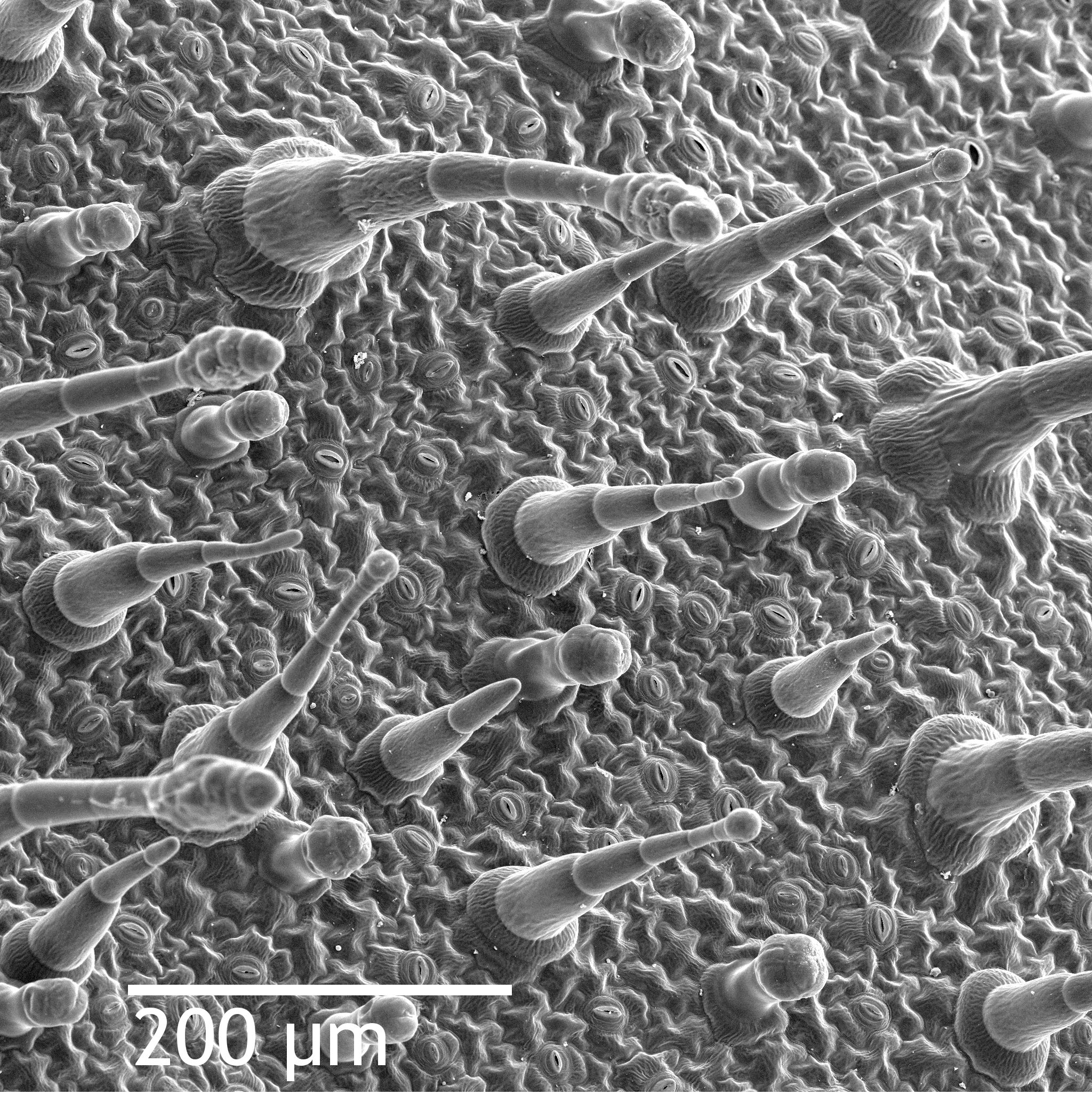
صورة مجهر إلكتروني ماسح توضح دخان الزهور الخاص ببشرة الورقة، مظهرة التريكوم (الزوائد الشعرية) والفوهات (الفتحات الشبيهة بالعين، واضحة عند دقة التفاصيل الكاملة للصورة)

تتكون بشرة النبات من ثلاثة أنواع خلايا رئيسية: الخلايا الراصفة، الخلايا الحارسة، وخلاياها الثانوية التي تحيط فوهات والتريكوم trichome، المعروفة بشعيرات الورقة. وتُشكل بشرة البتلات أيضًا تنوعًا في التريكوم يسمى الخلايا المخروطية. تتطور تلك الخلايا كلها من الخلايا الراصفة، التي تُكَون أغلب خلايا سطح النبات. باختصار، الاختلاف الخلوي للخلايا البشرية يتحكم به عاملان أساسيان: علم الوراثة والعوامل البيئية.
يتطور التريكوم خلال مرحلة مميزة من التطور الحقيقي لـ ورقة النبات، تحت سيطرة اثنين من المورثات المواصفية التريكومية المحددة: TTG وGL1. وقد تتم السيطرة على العملية عن طريق الهرمونات النباتية الجيبريلين، وحتى إن لم يكن مُسيطرًا عليها بالكامل، فالجبرلين له بالتأكيد أثر على تطور شعيرات الأوراق. وتتسبب المورثة GL1 في تنسخ داخلي (endoreplication)، وتكرار الحمض النووي الريبوزي منقوص الأكسجين (DNA) دون انقسام خلوي (cell division) وتوسع الخلية التابعة. ويتحول GL1 على التعبير عن الجين الثاني لتشكيل شعري الشكل، GL2، التي تسيطر على المراحل الأخيرة من التشكل الشعري متسببة في النمو الخلوي.
وتستخدم أرابيدوپسس أرينوزا (Arabidopsis thaliana) منتجات الجينات المثبطة للسيطرة على تنميط شعري الشكل، مثل TTG وTRY. وسينتشر ناتج تلك الجينات في الخلايا العرضية، مانعة إياها من تشكيل شعري الشكل، وفي حالة TRY، مشجعة على تشكيل الخلايا الراصفة.
وكما ذُكر مسبقًا، الخلايا المخروطية (conical cell) هي شكل من أشكال الشعرية التي تحدث على بتلات الأزهار. تعبير الجيني MIXTA، أو التناظري الخاصة بها في الأنواع الأخرى، لاحقًا في عملية التمايز الخلوي سيتسبب في تشكل الخلايا المخروطية على الشكل الشعري. وجين MIXTA هو عامل النسخ.
والتنميط الفوّهي هو عملية يسيطر عليها بشكل أكبر، لأن الفوهة تؤثر على قدرة النبات على حفظ الماء وقدراته على التنفس. ونتيجة لتلك العمليات المهمة، تمايز الخلايا لتشكيل الفوهات عرضة أيضًا للعوامل البيئية بدرجة أكبر بكثير من أنواع الخلايا البشرية الأخرى.
الفوهات هي فتحات في بشرة النبات محاطة بخليتين حارستين تتحكمان في فتح وغلق الثقب. وهذه الخلايا الحارسة محاطة بدورها بـ خلية تابعة توفر دورًا داعمًا للخلايا الحارسة.
وتبدأ الفوهات كنسيجٍ إنشائي فوهي. وتختلف العملية بين ذوات الفلقتين (dicot) وأحاديات الفلقة (monocot) ويُعتقد أن المسافات واجبة العشوائية (random) في ثنائيات الفلقة بالرغم من أن الطافرات (mutant) تظهر ذلك تحت بعض التحكم الوراثي، ولكن المسافات مُسيطر عليها أكثر في أحاديات الفلقة، عندما تنشأ الفوهات من الانقسامات غير المتماثلة المحددة لخلايا الأديمية. وأصغر خلية من الخليتان المنتجة تصبح الخلية الحارسة الأم. وستنقسم الخلايا البشرية المجاورة بغير تماثل أيضًا لتشكل الخلايا الثانوية.
ولأن الفوهات تلعب دورًا مهمًا في بقاء النباتات، فتجميع المعلومات حول تميزهم صعب بالوسائل التقليدية للتلاعب الوراثي، لأن الطفرات الفوهية تميل إلى أن تكون غير قابلة للنجاة. ولذلك فالسيطرة على العملية غير مفهومة جيدًا. تم التعرف على بعض الجينات. يُعتقد أن TMM تتحكم في مواصفات توقيت بدء الفوهات، ويُعتقد أن FLP مشترك في منع الانقسام الزائد للخلايا الحارسة بعد أن تتشكل تلك الأخيرة.
وتؤثر العوامل البيئية على نمو الفوهات، بالأخص الكثافة على سطح الورقة. ويُعتقد أن هرمونات النبات، مثل الإيثيلين والسيتوكين، تتحكم في الردود التنموية للفوهات للعوامل البيئية. ويبدو أن تراكم تلك الهرمونات يتسبب في كثافة فوهية زائدة، مثلما تبقى النباتات في بيئات مغلقة.
وتتواجد الخلايا الفوهية على بشرة النبات فقط، ويُعتقد أن الإشارات المثبطة يجب أن تحدث على الأجزاء الأخرى من بشرة النبات لتمنع تشكل الفوهات هناك. ويمكن أن تكون تلك الإشارات هرمونية، أو ربما تكون منتجات مورثية مبعوثة من النسيج السفلي عبر الرابطات البلازمية.